# Kabupaten de Lombok occidental
Le kabupaten de Lombok occidental (Kabupaten Lombok Barat) est un kabupaten  des Petites îles de la Sonde occidentales en Indonésie. Il est situé sur l'île de Lombok, son chef-lieu est Gerung.

## Géographie

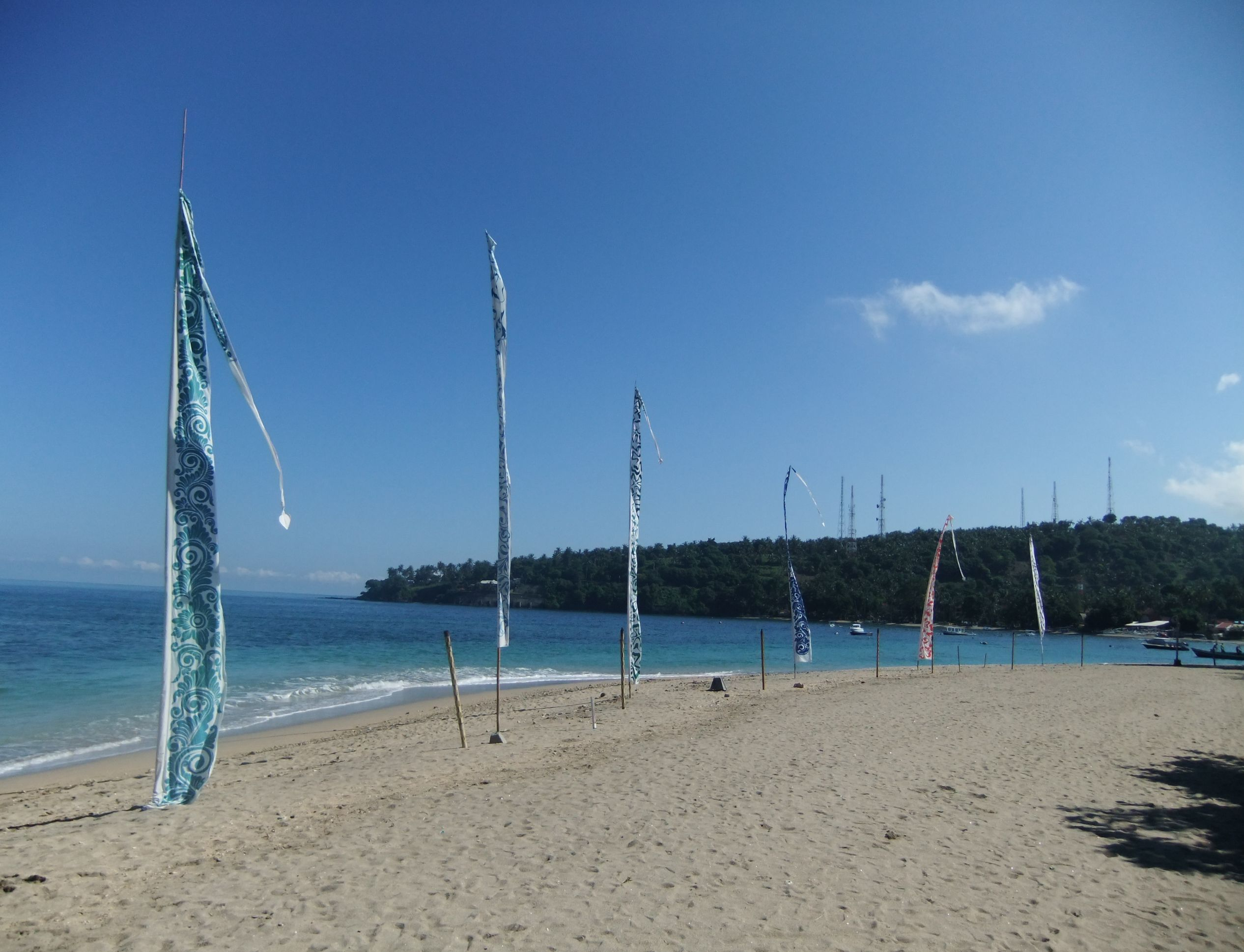
Plage de Senggigi

Le kabupaten de Lombok occidental est bordé au nord par le Kabupaten de Lombok du Nord, au sud par le Kabupaten de Lombok central, à l'est par le Kabupaten de Lombok oriental et à l'ouest par le détroit de Lombok. Au nord du district culmine le Mont Rinjani à 3 726 mètres.

## Histoire
Le Kabupaten de Lombok occidental fut établi en 1958, et incluait la partie nord de Lombok.
En 1993, le district fut séparé en deux zones autonomes. Puis, avec la formation du "Gouvernement de Mataram" dans les années 2000, le chef-lieu du district fut déplacé de Mataram à Gerung. Cette dernière, située au sud du district, se trouvant trop éloignée du nord du district, entraine la création du district de Lombok du Nord, dont le chef-lieu est Tanjung.

## Administration
La superficie du Kabupaten de Lombok occidental est de 862,62 km2, et un des 4 districts de l'île. Il est administré par le Dr H. Zaini Arony (Bupati du district), sous l'autorité du gouverneur de Nusa Tenggara occidental, TGH M Zainul Majdi.

## Districts
Le Kabupaten de Lombok occidental est divisé en onze Kecamatan (entre parenthèses la population en 2010):
- Sekotong Tengah (56 230)
- Lembar  (44 426)
- Gerung  (74 327)
- Labu Api  (60 756)
- Kediri  (54 204)
- Kuripan  (34 020)
- Narmada  (87 897)
- Lingsar  (63 409)
- Gunung Sari  (78 633)
- Batu Layar  (45 388)
- Lainnya  (696)

Les districts sont divisés en 88 Kelurahan ("villages")

## Démographie

### Recensements et estimations annuelles
- 2003: 695 101 (estimation)
- 2005: 743 484 (estimation)
- 2006: 782 943 (estimation)
- 2007: 796 107 (estimation)
- 2008: 814 071 (estimation), (398.446 hommes et 415.625 femmes).

Après la séparation de Lombok Ouest et Lombok Nord, la composition de la population a changé
- 2008: La population de l'ouest est estimée à 603 223 habitants sur dix districts, et pour le nord 210 848 habitants sur cinq districts.
- Le recensement le plus récent fut organisé en 2010, et recense ainsi 599 609 personnes[3]; la dernière estimation de janvier 2014 est de 626 941.

### Groupes ethniques
Les Sasak, indigènes de l'île, forme la majorité de la population du Kabupaten, mais on recense aussi de nombreux Balinais, Chinois, Tionghoa-peranakan et une minorité d'Arabes d'Indonésie, principalement descendants de Yéménites établis au port d'Ampenan.

### Religion
L'islam est la religion majoritaire du district.

### Langues
La majorité de la population parle le sasak à côté de l'indonésien.